# Исторический словарь белорусского языка
«Исторический словарь белорусского языка» (бел. Гістарычны слоўнік беларускай мовы) — многотомное академическое издание, в котором раскрывается значение слов, присущее им в определенный хронологический период. Источником лексического материала для словаря послужили письменные материалы, созданные белорусским народом на протяжении его истории. Словарь максимально полно отражает состав, состояние, качество белорусской лексики ХІV — XVIII веков. Состоит из 37 выпусков. Издание завершено в 2017 году.

## Предыстория
Первая попытка издания исторического словаря белорусского языка относится к 1860-х гг. — языковед Иван Носович подготовил словарь «Алфавитный указатель древних белорусских слов…», но он не был издан.
О необходимости издания специального словаря старобелорусского языка (западнорусского в русской традиции) много говорил языковед Евфимий Карский. Он предлагал проанализировать важнейшие документы и литературу XIII—XVIII веков и сравнить с лексикой украинского и польского языка соответствующего периода. Однако ввиду огромного объема работу откладывали.
В очередной раз вопрос подняла словарная комиссия Института белорусской культуры. Начать работу решили в 1927 году. На руках у ученых тогда было 20 древних письменных источников, но они рассчитывали во время подготовки словаря отыскать новые документы. Но начались 1930-е, репрессии, и создание словаря опять пришлось отложить.

## Подготовка и издание
Работа над словарем была начата в созданном в начале 1950-х гг. в Отделе истории белорусского языка Института языкознания АН БССР. Первый этап работы над словарем продолжался 12 лет. Результатом стало определение источников, хронологических границ, выработка принципов написания словаря и создания картотеки.
В 1960 были обсуждены общие принципы создания словаря и начата подготовка специальной картотеки под названием «Словарь памятников старобелорусской письменности XIV—XVIII века» («Слоўнік помнікаў старабеларускай пісьменнасці XIV—XVIII стагоддзя»). Работа происходила под руководством А. И. Журавского, тогда заведующего отделом, и была закончена в 1972; картотека на 1994 года насчитывала 1 млн. 60 тыс. карточек. Непосредственная работа по подготовке словаря была начата в 1973 году.
В результате в словарь вошла старобелорусский лексика XIV—XVIII веков, которая встречалась в светско-художественных, религиозных и деловых письменных источниках. Большинство изученных документов относятся к концу XV — середины XVII века.
В течение 1982—2010 под редакцией академика А. М. Булыко вышли 30 выпусков-томов из запланированных 40 (30-й на слова Ралецъ — Рушать); из них 13 (объемом по 20 листов) — до 1994, 25 — до 2006. Тираж 30-го тома составил 400 экз. В 2017 году вышел заключительный, 37 выпуск, и в Национальной академии наук Белоруссии состоялась презентация «Исторического словаря белорусского языка».

## Научное сообщество
Над написанием словарных статей работали Иван Крамко, Александр Булыко, София Турцевич, Валентина Мясникова, Регина Гамзович и многие другие языковеды. Редакторами словаря были доктора филологических наук, профессора, члены-корреспонденты НАН Беларуси Аркадий Журавский (выпуски 1 — 14) и Александр Булыко (выпуск 1 — 37).

## Содержание
В «Историческом словаре белорусского языка» содержится более 75 тысяч слов, зафиксированных в летописях, уставах, хроник, рыцарских романах, мемуарных, публицистических произведениях XIV—XVIII веков. Представлена лексика Франциска Скорины, Симона Будного, Федора Евлашовского, Матея Стрыйковского, Ипатия Потея, Петра Скарги и др.
Каждая словарная статья содержит заголовочное слово, его грамматическую характеристику, определение, примеры из памятников письменности. Примеры выбраны с таким расчетом, чтобы показать использование лексемы в текстах различной жанровой принадлежности, разного хронологического периода (среди источников преобладают памятники XVI—XVII веков). В словаре представлены многозначные слова, омонимы, устойчивые выражения.

## Оценки
Заведующий отделом истории белорусского языка Института языкознания имени Якуба Коласа Наталья Полещук заметила:
Через эту лексику мы открываем особенности менталитета и религии наших предков, их этические принципы и приоритеты.
Оригинальный текст (бел.)
Праз гэту лексіку мы адкрываем асаблівасці менталітэту і веравызнання нашых продкаў, іх этычныя арыенціры і прыярытэты.

Научный сотрудник отдела истории белорусского языка Института языкознания Анна Федоренко отмечает, что некоторые слова можно вернуть в язык — использовать, например, в наименовании компаний, товаров, услуг, продуктов питания.